# 孫必達 (明朝)
孫必達（？—？），字非聞，號梁麓，陕西西安府韩城县人，明末清初政治人物。同進士出身。

## 生平
天啓七年（1627年）丁卯科陕西鄉試第十六名舉人，崇禎七年（1634年），登甲戌科進士，大理寺观政，本年八月授河南临颕知县，十年補邯郸知县，丁忧。

## 家族
曾祖孫誠；祖孙世顺；父孫宗睿。